# Blodrille
En blodrille er en halvrund eller affaset rille eller rille på siden af en klinge (på et sværd, kniv eller bajonet), der bliver lavet med et smedeværktøj kaldet en sænkeambolt. På trods af navnet har det intet at gøre med blod, da den ikke skal lede blod væk. Blodriller bliver lavet for at gøre bladet lettere på nogenlunde samme måde som en H-bjælke, der giver stor styrke med mindre materiale. Når det kombineres med den korrekte varmebehandling og hærdning, kan en klinge med blodrille være 20-35% lettere end uden, helt uden at gå på kompromis med styrken.